# Witold Pilecki
Pour les articles homonymes, voir Pilecki.
Witold Pilecki, connu aussi par ses alias Roman Jezierski, Tomasz Serafiński, Leon Bryjak, Jan Uznański, Witold Smoliński, Druh et Witold, est un officier de cavalerie et un agent de renseignement, chef de la résistance polonaise, né le 13 mai 1901 à Olonets et mort fusillé le 25 mai 1948 à Varsovie.
Il sert en tant que capitaine dans l'armée polonaise pendant la guerre soviéto-polonaise, la Deuxième République et la Seconde Guerre mondiale. Il est cofondateur de la Tajna Armia Polska (« Armée polonaise secrète »), un groupe de résistance de la Pologne occupée par les Allemands, puis membre de l'Armia Krajowa. Il est l'auteur des rapports Pilecki sur le camp de concentration d'Auschwitz et la Shoah.
Au cours de la Seconde Guerre mondiale, Pilecki se porte volontaire pour participer à une opération de résistance polonaise qui consiste à être emprisonné dans le camp de concentration d'Auschwitz afin de recueillir des renseignements puis à s'échapper par la suite. Au camp, il organise un mouvement de résistance et informe les alliés occidentaux des conditions de détention des prisonniers et des atrocités commises par le Troisième Reich à Auschwitz dès 1941. Il s'échappe du camp en 1943 après presque deux ans et demi d'emprisonnement et prend part l'année suivante à l'insurrection de Varsovie, d'août à octobre 1944.
Il reste fidèle au gouvernement polonais en exil basé à Londres après la prise de pouvoir de la Pologne par les communistes et est arrêté pour espionnage en 1947 par la police secrète stalinienne sous l'inculpation de travail pour « l'impérialisme étranger », un euphémisme pour désigner le service de renseignement britannique. Il est exécuté après une parodie de procès en 1948. Les informations concernant ses actions et son destin sont masquées jusqu'en 1989 par le régime communiste polonais.
Réhabilité par la suite, Witold Pilecki est considéré comme « l'un des plus grands héros de la guerre » en raison de ses actes.

## Biographie

### Jeunesse et début de la Première Guerre mondiale
Witold Pilecki naît le 13 mai 1901 au bord du lac Ladoga à Olonets, en Carélie, dans l'Empire russe. Il est descendant d'une famille aristocratique polonaise (szlachta) originaire du voblast de Hrodna. Son grand-père, Józef Pilecki h. Leliwa, est un membre de la noblesse terrienne polonaise (en) et un nationaliste polonais dévoué.
Józef Pilecki est partisan de l'insurrection de janvier 1863, mouvement sécessionniste en 1863–1864. Après la défaite brutale du soulèvement par les forces russes, Pilecki, comme la plupart des nobles polonais qui ont soutenu la rébellion, voit son titre révoqué et son patrimoine et ses biens près de Lida confisqués par le gouvernement russe. Il est également condamné à l'exil en Sibérie pendant sept ans. Après sa libération, lui et sa famille sont réinstallés de force par les autorités tsaristes dans le territoire éloigné de Carélie. Il est interdit à la famille de vivre en dehors de cette province pendant trente ans et ses membres sont légalement tenus d'être employés uniquement par l'État russe.
Le père de Witold, Julian Pilecki, est formé en tant que forestier à Saint-Pétersbourg. Il rejoint la fonction publique russe et occupe le poste d'inspecteur en chef en Carélie. Il finit par s'installer à Olonets où il épouse Ludwika Pilecki, née Osiecimska. Witold Pilecki est l'un des cinq enfants du couple. En 1910, Ludwika et les enfants quittent la Carélie et s'installent dans le kraï du territoire du Nord-Ouest (en). Après avoir été rejoints par leur père, la famille s'installe à Wilno (actuelle Vilnius en Lituanie), une ville de culture polonaise, où Pilecki termine l'école primaire et devient membre de l'organisation polonaise de scoutisme nommée ZHP, clandestine car interdite par la Russie pour son soutien à l'armée polonaise,. Pendant la Première Guerre mondiale, Wilno est occupée par l'armée allemande le 5 septembre 1915 et est incorporée à l'Oberbefehlshaber der gesamten Deutschen Streitkräfte im Osten, une subdivision administrative et militaire allemande. La famille Pilecki fuit à Mahiliow, en Biélorussie, puis en 1916 s'installe dans la ville russe d'Orel où Pilecki fréquente un gymnasium et fonde un chapitre local du ZHP.

### Fin de la Première Guerre mondiale et guerre soviéto-polonaise
En 1918, à la suite du déclenchement de la révolution russe et de la défaite des Empires centraux lors de la Première Guerre mondiale, Witold Pilecki retourne à Wilno (qui fait désormais partie de la Deuxième République, polonaise et indépendante) et rejoint une section ZHP de milice d'autodéfence de la Lituanie et de la Biélorussie (en). Cette formation paramilitaire est proche du mouvement blanc du général Władysław Wejtko. La milice désarme les troupes allemandes en retraite et prend position pour défendre la ville d'une attaque imminente de l'Armée rouge. Cependant, Wilno tombe aux mains des Bolcheviks le 5 janvier 1919 et Pilecki et son unité ont recours à la guérilla derrière les lignes soviétiques. Lui et ses camarades se retirent ensuite à Białystok où Pilecki s'enrôle en tant que soldat (szeregowy) dans l'armée volontaire (en) nouvellement créée en Pologne. Il prend part à la guerre soviéto-polonaise entre l'Union des républiques socialistes soviétiques (URSS) et la Pologne de 1919-1921, sous les ordres du capitaine Jerzy Dąbrowski (en). Il combat lors de l'opération Kiev et dans une unité de cavalerie en défendant la ville de Hrodna. Le 5 août 1920, Pilecki rejoint le 211e régiment de uhlans et participe à la bataille de Varsovie et à des combats dans la forêt de Rudniki. Pilecki participe plus tard à la libération de Wilno (en) et participe brièvement à la guerre polono-lituanienne entre la Pologne et la Lituanie en tant que membre de la rébellion de Żeligowski en octobre 1920. Il est récompensé à deux reprises par la Croix de la Valeur (Krzyż Walecznych) pour sa bravoure.
Après la fin de la guerre entre la Pologne et l'URSS en mars 1921, Pilecki est démobilisé et transféré dans les réserves de l'armée. Il est promu au rang de caporal et désigné comme sous-officier. Il termine ensuite ses études secondaires la même année. En 1922, Pilecki fréquente brièvement l'université Adam-Mickiewicz de Poznań où il étudie l'agriculture. Il revient bientôt à Wilno et s'inscrit à la faculté des beaux-arts de l'université. Pilecki est contraint d'abandonner ses études en 1924 en raison de problèmes financiers et de la dégradation de l'état de santé de son père. Il reste actif dans l'armée en tant que membre des réserves et est instructeur militaire à Nowe Święcice. Pilecki suit ensuite une formation d'officier à l'école de formation des officiers de la réserve de cavalerie à Grudziądz. Après avoir obtenu son diplôme, Pilecki est affecté au 26e régiment de lanciers en juillet 1925 avec le grade d'enseigne (chorąży). Pilecki est promu sous-lieutenant (podporucznik) l'année suivante.
En septembre 1926, Pilecki devient propriétaire du domaine ancestral de sa famille, Sukurcze, situé dans le raïon de Lida, dans la voïvodie de Nowogródek (aujourd'hui en Biélorussie) Pilecki reconstruit et modernise le manoir de la propriété, détruit pendant la Première Guerre mondiale. Le 7 avril 1931, il épouse Maria Pilecka née Ostrowska (1906-2002), institutrice originaire de Kupa (de nos jours dans le raïon de Miadzel en Biélorussie). Ils ont deux enfants, nés à Wilno : Andrzej (né en 1932) et Zofia (née en 1933). Pilecki et sa famille s'installent plus tard à Sukurcze. Pilecki acquiert une réputation de chef dans la communauté, de travailleur social et de peintre amateur. Il est également un ardent défenseur du développement rural, fondant une coopérative agricole, dirigeant la brigade des pompiers locaux et présidant également une usine agroalimentaire locale de traitement du lait construite dans la zone. En 1932, Pilecki fonde une école de cavalerie à Lida. Peu de temps après, il est nommé commandant du 1er escadron de Lida, qu'il vient de créer, poste qu'il occupe jusqu'en 1937, année où cette unité est absorbée par la 19e division d'infanterie polonaise. En 1938, Pilecki reçoit la Croix du Mérite en argent pour son activisme communautaire et son travail social.

### Seconde Guerre mondiale

#### Mobilisation

Drapeau de l'Armia Krajowa, « l'armée de l'intérieur ». La Kotwica, symbole de l'AK, est constituée des lettres P et W pour Pomścimy Wawer (« Nous allons venger Wawer ») en référence au massacre de Wawer.

Pilecki est mobilisé en tant que commandant de peloton de cavalerie le 26 août 1939. Celui qui a déjà vécu deux guerres, est affecté à la 19e division d'infanterie du général Józef Kwaciszewski et son unité prend part à de violents combats contre la Wehrmacht lors de la campagne de Pologne. Le peloton est presque complètement décimé à la suite d'un affrontement avec les forces allemandes le 10 septembre et se retire au sud-est en direction de Lwów (aujourd'hui Lviv en Ukraine) et de la tête de pont roumaine. Il est intégré à la 41e division d'infanterie, où Pilecki est nommé commandant en second sous les ordres du major Jan Włodarkiewicz. Ses hommes et lui détruisent sept chars allemands, abattent un avion et en détruisent deux autres au sol.
Le 17 septembre, l'Union soviétique envahit l'est de la Pologne à la suite du pacte germano-soviétique. Le gouvernement polonais se rend officiellement au Troisième Reich le 27 septembre 1939, mais Pilecki et nombre de ses hommes continuent à se battre en tant que partisans. Sa division est dissoute le 17 octobre et une partie de celle-ci se rend à l'ennemi. Pilecki se cache à Varsovie avec son commandant, le major Włodarkiewicz. Le 9 novembre 1939, les deux hommes fondent la Tajna Armia Polska (« l'armée secrète polonaise », TAP), l'une des premières organisations clandestines en Pologne occupée. Pilecki devient commandant de la TAP et organise ce réseau clandestin qui s'étend à Varsovie, Siedlce, Radom, Lublin et à d'autres grandes villes du centre de la Pologne.
En 1940, la TAP compte environ 8 000 hommes, 20 mitrailleuses et plusieurs fusils antichars. Pour maintenir sa couverture, Pilecki travaille en tant que gérant d'un magasin de cosmétiques. Plus tard, la TAP est intégrée à la Związek Walki Zbrojnej (« l'union pour la lutte armée », ZWZ), plus tard renommée en Armia Krajowa (« armée de l'Intérieur », AK). Au sein de l'AK, les éléments de la TAP deviennent le noyau de l'unité Wachlarz, spécialisée en sabotage sur le Front de l'Est, à l'extérieur des frontières polonaises.

#### Auschwitz
En 1940, Pilecki présente à ses supérieurs le projet de pénétrer volontairement dans le camp de concentration d'Auschwitz — nom allemand de la ville d'Oświęcim — qui se trouve sur une partie du territoire polonais alors annexée par l'Allemagne, afin de collecter des informations sur le camp et d'organiser la résistance de l'intérieur. Peu de choses sur la façon dont les Allemands dirigent le camp sont connues et, à l'époque, il s'agit d'un camp d'internement ou d'une grande prison et pas encore d'un camp d'extermination. Ses supérieurs approuvent le plan et lui fournissent une fausse carte d'identité au nom de « Tomasz Serafiński ». Il sort dans les rues de Varsovie le 19 septembre 1940 et se laisse volontairement capturer par les Allemands lors d'une rafle (Łapanka), avec 2 000 civils, dont Władysław Bartoszewski. Après deux jours de tortures dans une caserne de la Wehrmacht, les survivants sont envoyés à Auschwitz. Il reçoit le numéro de détenu no 4859. Durant son emprisonnement, Pilecki est promu par l'armée au rang de premier lieutenant (porucznik).
Une fois à l'intérieur du camp, tout en travaillant dans des unités de travail forcé, il organise le Związek Organizacji Wojskowych (« union clandestine des organisations militaires », ZOW) à Auschwitz, principalement dans le but de collecter des informations sur les activités des Allemands, les transmettre à la résistance polonaise, ainsi que de préparer le combat contre les SS. Dans un second temps, le ZOW cherche à améliorer le moral des détenus, créer un réseau d'entraide, fournir des médicaments et à distribuer de la nourriture et des vêtements supplémentaires aux membres, mais également à se défendre, par exemple en essayant d'inoculer le typhus à des SS en les infectant avec des poux. De nombreuses petites organisations clandestines du camp fusionnent finalement avec le ZOW. Survivant à une pneumonie aiguë et à la règle de la « responsabilité collective »,, Pilecki aide le ZOW à former des détachements pour prendre en charge le camp dans l'espoir d'une attaque d'urgence par la 1re brigade indépendante de parachutistes polonais basée au Royaume-Uni, voire que les Alliés larguent des armes sur le camp. Dès novembre 1940, le ZOW envoie à Varsovie des rapports, qui parviennent aux autorités britanniques à partir de mars 1941 ; en 1942, Pilecki livre des informations précieuses et précises sur l'extermination des Juifs dans les chambres à gaz et la construction de fours crématoires. En 1942, le ZOW diffuse également des informations sur le nombre d'arrivées et de morts dans le camp et sur les conditions de détention des détenus à l'aide d'un émetteur radio construit par les détenus du camp. La station de radio secrète est construite pendant sept mois à l'aide de pièces de contrebande et émet depuis le camp jusqu'à l'automne 1942, date à laquelle il est démantelé par les hommes de Pilecki, craignant que les Allemands ne découvrent son emplacement. Ces informations sont la source principale de renseignements sur Auschwitz pour les Alliés occidentaux.[réf. nécessaire]
Pendant ce temps, la Gestapo du camp, dirigée par le SS-Untersturmfuhrer Maximilian Grabner, redouble d'efforts pour retrouver des membres du ZOW et en tue plusieurs. En 1943, il est ainsi décidé d'exécuter les prisonniers les plus anciens. Pilecki est régulièrement ciblé mais parvient grâce au ZOW à éviter à chaque fois la sanction ultime. Comprenant que des plans pour une attaque du camp n'existent pas, Pilecki décide de convaincre personnellement ses supérieurs de la nécessité d'attaquer Auschwitz et, avec deux camarades, s'évade du camp le 26 avril 1943 après 947 jours de détention, pendant la nuit de Pâques, et alors que nombre de SS sont en congé. Il mène son évasion à partir d'une boulangerie du camp située à l'extérieur de la clôture, maîtrisant avec ses complices un garde, coupant la ligne téléphonique et emportant avec eux des documents volés aux Allemands. Aucun prisonnier du camp n'est inquiété par l'évasion car la règle de la « responsabilité collective » a été abrogée début 1943 à la suite d'un accord avec la Croix-Rouge.
Il prépare un second rapport très détaillé sur la situation dans le camp avec des documents provenant d'autres anciens prisonniers. L'AK juge qu'elle n'a pas les effectifs suffisants pour attaquer frontalement le camp d'Auschwitz et demande de l'aide aux Alliés, mais les Britanniques refusent d'accorder une aide aérienne. Les informations des rapports Pilecki sont jugées exagérées par le nombre important de personnes exterminées. Finalement, les rapports de Pilecki provoquent la même réaction que le rapport Karski, de Jan Karski : l'incrédulité et le déni.

#### En dehors du camp
Après plusieurs jours en tant que fugitif, Pilecki entre en contact avec des unités de l'Armia Krajowa (AK). Le 25 août 1943, Pilecki atteint Varsovie et est rattaché à la section II (consacrée au renseignement et au contre-espionnage) du quartier général régional de l'Armia Krajowa. Après avoir perdu plusieurs membres de l'armée en reconnaissance des environs d'Auschwitz, dont le parachutiste d'élite (Cichociemni) Stefan Jasieński, il est décidé que l'Armia Krajowa manque de force pour libérer le camp sans l'aide des Alliés. Le rapport détaillé de Pilecki estimant en mars 1943 le nombre de personnes gazées à 1,5 million de personnes est remarquablement précis, compte tenu des estimations d'après-guerre suggérant que 1,1 million de personnes sont mortes à Auschwitz pendant la guerre.
Le 11 novembre 1943, Pilecki est promu capitaine de cavalerie (Rotmistrz) et rejoint une organisation anticommuniste secrète, le NIE, formée comme une unité clandestine au sein de l'Armia Krajowa, dans le but de préparer la résistance contre une éventuelle occupation soviétique.
L'Armée rouge, bien qu'elle se trouve à proche distance du camp, montre peu d'intérêt pour un effort conjoint avec l'AK et le ZOW afin de le libérer. Jusqu'à ce qu'il s'implique dans l'insurrection de Varsovie, Pilecki reste responsable de la coordination des activités de la ZOW et de AK.

### Insurrection de Varsovie

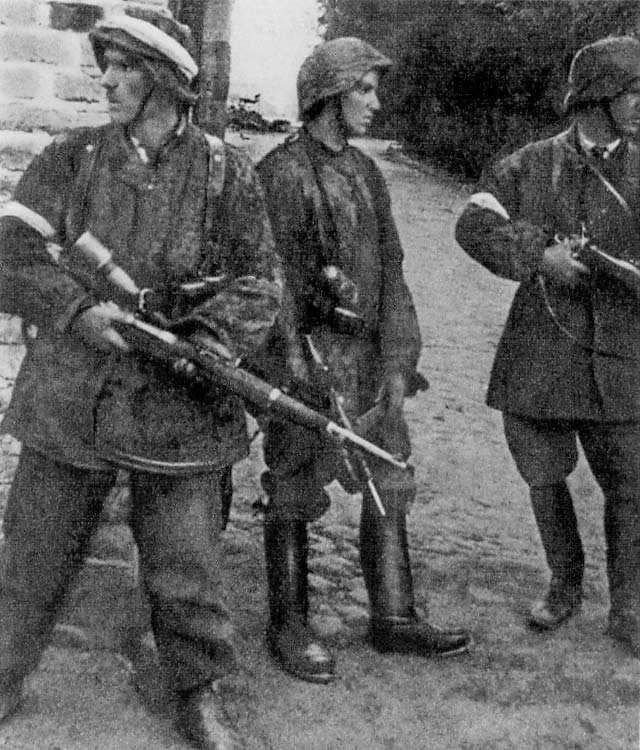
Soldats du bataillon Zośka de l'AK lors de l'insurrection de Varsovie.

Le 1er août 1944, débute l'insurrection de Varsovie et Witold Pilecki se porte volontaire pour servir dans le bataillon Chrobry II (en) du Kedyw, nommé en hommage à Boleslas Ier de Pologne. Au début, Pilecki sert de simple soldat dans le centre-ville nord, sans révéler son rang réel à ses supérieurs. Plus tard, après la mort de nombreux officiers lors des violents combats qui ont eu lieu au début du soulèvement, Pilecki révèle sa véritable identité à ses supérieurs et accepte le commandement de la 1re compagnie Warszawianka située à Śródmieście, dans le centre de Varsovie. Pilecki combat sous le nom de guerre de « capitaine Roman ».
Après la capitulation du soulèvement, Pilecki cache ses armes dans un appartement privé et se rend à la Wehrmacht le 5 octobre 1944. Il est envoyé en Allemagne et emprisonné au Stalag VIII-B, un camp de prisonniers de guerre situé près de l'actuelle Łambinowice en Silésie. Il est ensuite transféré à l'Oflag VII-A Murnau à Murnau am Staffelsee en Bavière, où il est finalement libéré par les troupes de la 12e division blindée américaine le 28 avril 1945.

### En Pologne communiste

#### Espionnage
En juillet 1945, il quitte Murnau am Staffelsee et est réaffecté à la division du renseignement militaire du Deuxième corps polonais sous le commandement du général Władysław Anders, à Ancône en Italie. Pendant qu'il est en poste, Pilecki commence à rédiger une monographie sur ses expériences à Auschwitz.
En octobre 1945, alors que les relations entre le gouvernement polonais en exil et le régime de Bolesław Bierut soutenu par l'URSS se détériorent, le général Anders et son chef des services de renseignement, le colonel Stanisław Kijak (pl), ordonnent à Pilecki de retourner en Pologne et de faire un rapport sur la situation militaire et politique sous l'occupation soviétique.
Pilecki arrive à Varsovie en décembre 1945 et commence à organiser un réseau de collecte de renseignements comprenant plusieurs anciens d'Auschwitz et de la TAP. Pour conserver sa couverture, Pilecki vit sous divers noms et change de travail fréquemment. Il travaille comme vendeur de bijoux, peintre d'étiquettes de vins et gérant de nuit d'un entrepôt de construction. Néanmoins, Pilecki est informé en juillet 1946 que son identité réelle est découverte par le ministère de la Sécurité publique (MBP). Il reçoit l'ordre de quitter le pays, ce qu'il refuse de faire. En 1946, la situation politique internationale amène le gouvernement polonais, toujours en exil à Londres, à donner l'ordre de cesser les actions clandestines de la résistance polonaise. Pilecki refuse également d'obéir.
En avril 1947, il commence à recueillir, de manière indépendante, des preuves sur les atrocités commises par les Soviétiques en Pologne pendant l'occupation de 1939-1941, ainsi que des preuves d'arrestations et de poursuites illégales contre les opposants au régime, d'anciens combattants de l'AK et d'anciens membres de l'Armée polonaise de l'Ouest, aboutissant généralement à une exécution ou un emprisonnement.

#### Arrestation et exécution par le régime communiste

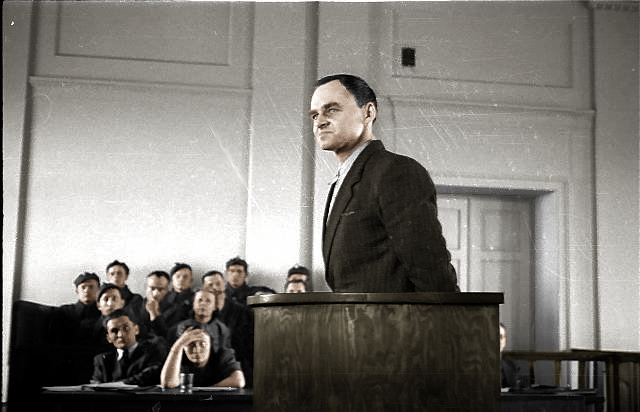
Witold Pilecki à son procès en 1948.

Pilecki est arrêté par des agents du ministère de la Sécurité publique le 8 mai 1947 et est torturé à plusieurs reprises avant d'être jugé. L'enquête sur ses activités est supervisée par Roman Romkowski. Il est interrogé par le colonel Józef Różański et d'autres hommes connus pour leur sauvagerie. Pilecki cherche à protéger d'autres prisonniers et ne révèle aucune information sensible.
Une parodie de procès, a lieu le 3 mars 1948 et un témoignage contre Pilecki est présenté par le futur président du Conseil des ministres polonais Józef Cyrankiewicz, lui-même survivant d'Auschwitz. Pilecki est accusé de franchissement illégal de la frontière, d'utilisation de faux documents, de non-enrôlement dans l'armée, de port illégal d'armes (transport d'armes de guerre), d'espionnage pour le général Władysław Anders, d'espionnage pour « l'impérialisme étranger » — une métaphore pour désigner le service de renseignement britannique — et de projet d'assassinat de plusieurs responsables du ministère de la Sécurité publique polonaise.
Pilecki nie les accusations d'assassinat, ainsi que d'espionnage, bien qu'il reconnaisse avoir transmis des informations au Deuxième corps polonais, dont il se considère comme un officier et affirme ainsi qu'il n'a violé aucune loi. Il plaide coupable des autres accusations. Reconnu comme un « ennemi du peuple », il est condamné à mort le 15 mai avec trois de ses camarades et exécuté d'une balle dans la nuque le 25 mai 1948 dans la prison de Mokotów, rue Rakowiecka à Varsovie — un lieu de détention habituel des prisonniers politiques polonais — par le bourreau Piotr Śmietański, surnommé « le boucher de Mokotów » par les détenus. Il déclare après l'annonce de la sentence « j'ai essayé de vivre ma vie de telle sorte qu'à l'heure de ma mort, je préfère ressentir de la joie que de la peur » et ses derniers mots avant son exécution sont « vive la Pologne libre ».
Le lieu d'inhumation de Pilecki n'a jamais été retrouvé, mais il est supposé que c'est dans le cimetière de Powązki à Varsovie. Après la chute du communisme en Pologne, une pierre tombale symbolique est érigée en sa mémoire au cimetière militaire de Powązki. Les informations sur ses exploits et son destin sont cachées jusqu'en 1989 par le régime communiste en Pologne.

#### Domaine de Sukurcze
Le domaine de Sukurcze subit l'acharnement du gouvernement communiste. En 1992, les autorités biélorusses font détruire le manoir des Pilecki et la place qui l'entoure. Les arbres sont défrichés et on comble les étangs, le lac et sa source avec du sable. Les vestiges du village de Sukurcze sont détruits. Cette destruction comprend tous les souvenirs les plus intimes : les tombes familiales sont profanées à la recherche d'or,.

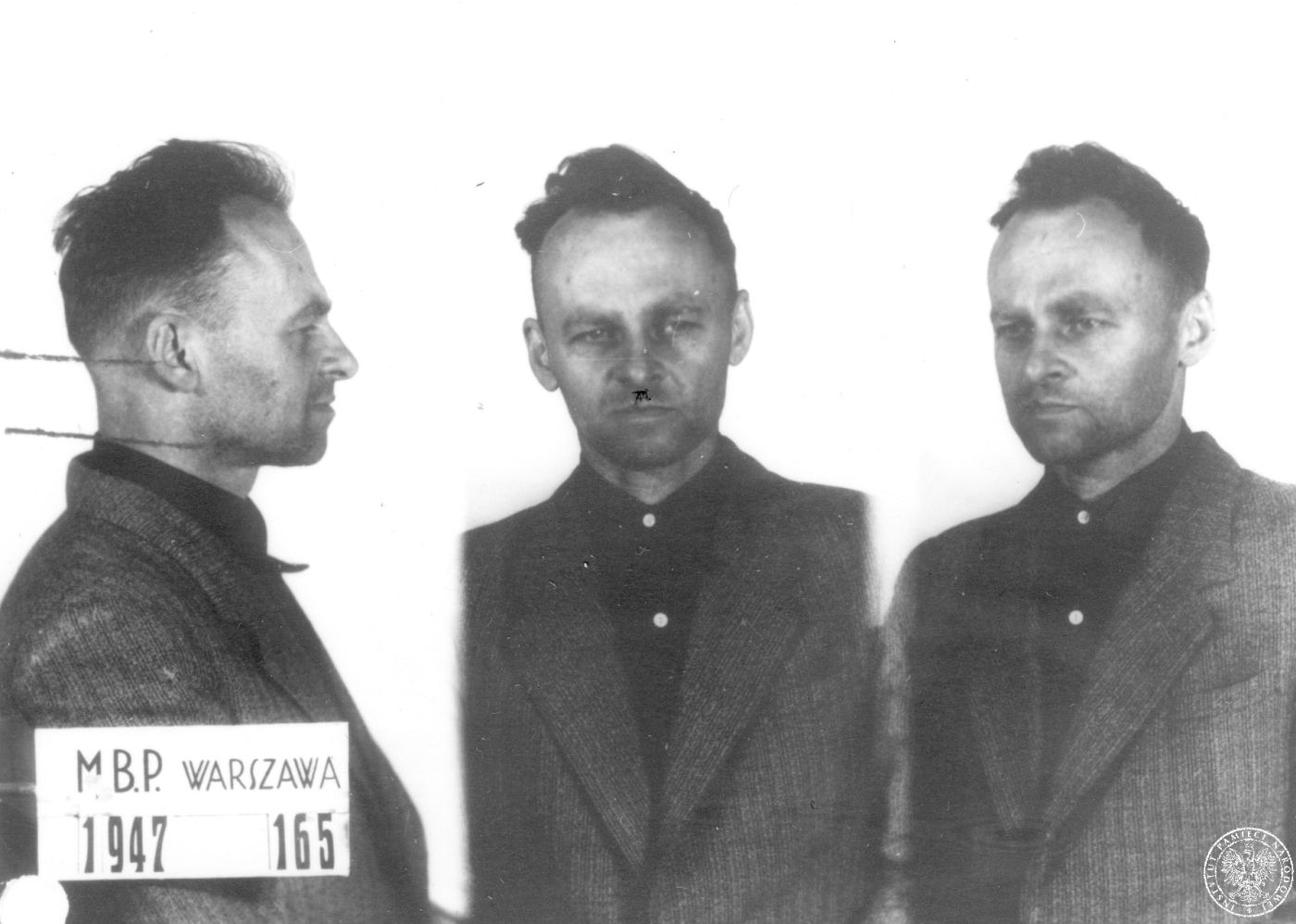
Photographies de Witold Pilecki à la prison de Mokotów en 1947.
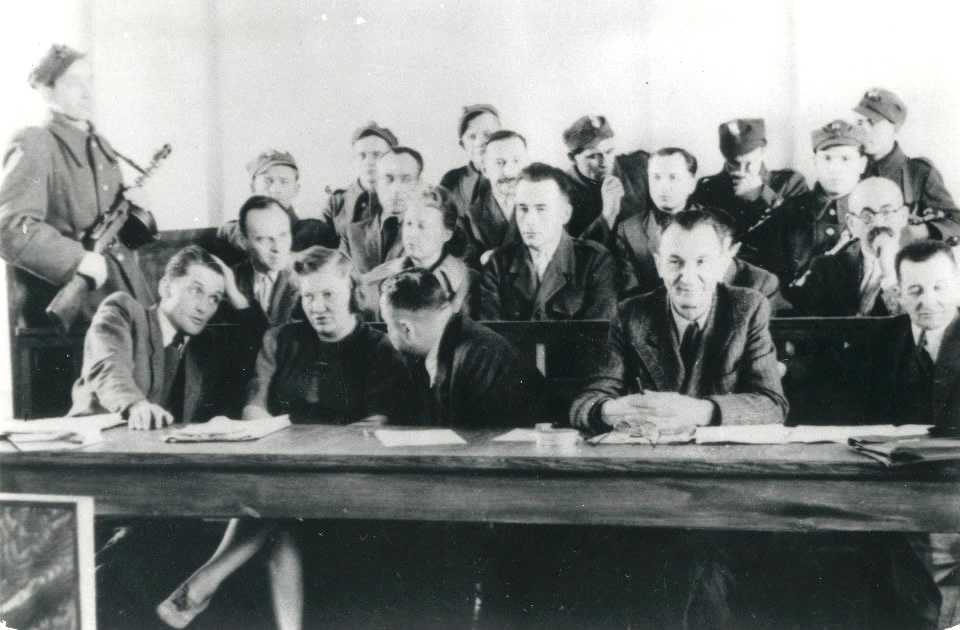
Procès de Witold Pilecki en 1948.
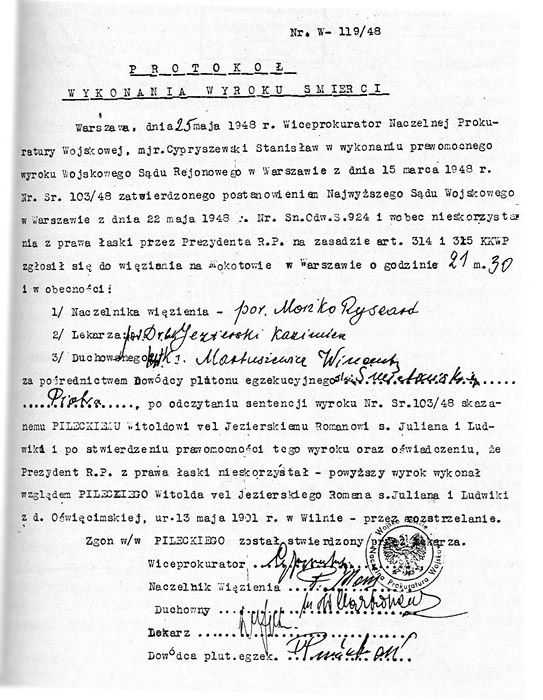
Certificat d'exécution de Witold Pilecki, signé par le bourreau Piotr Śmietański, le 25 mai 1948.

## Reconnaissance, réhabilitation

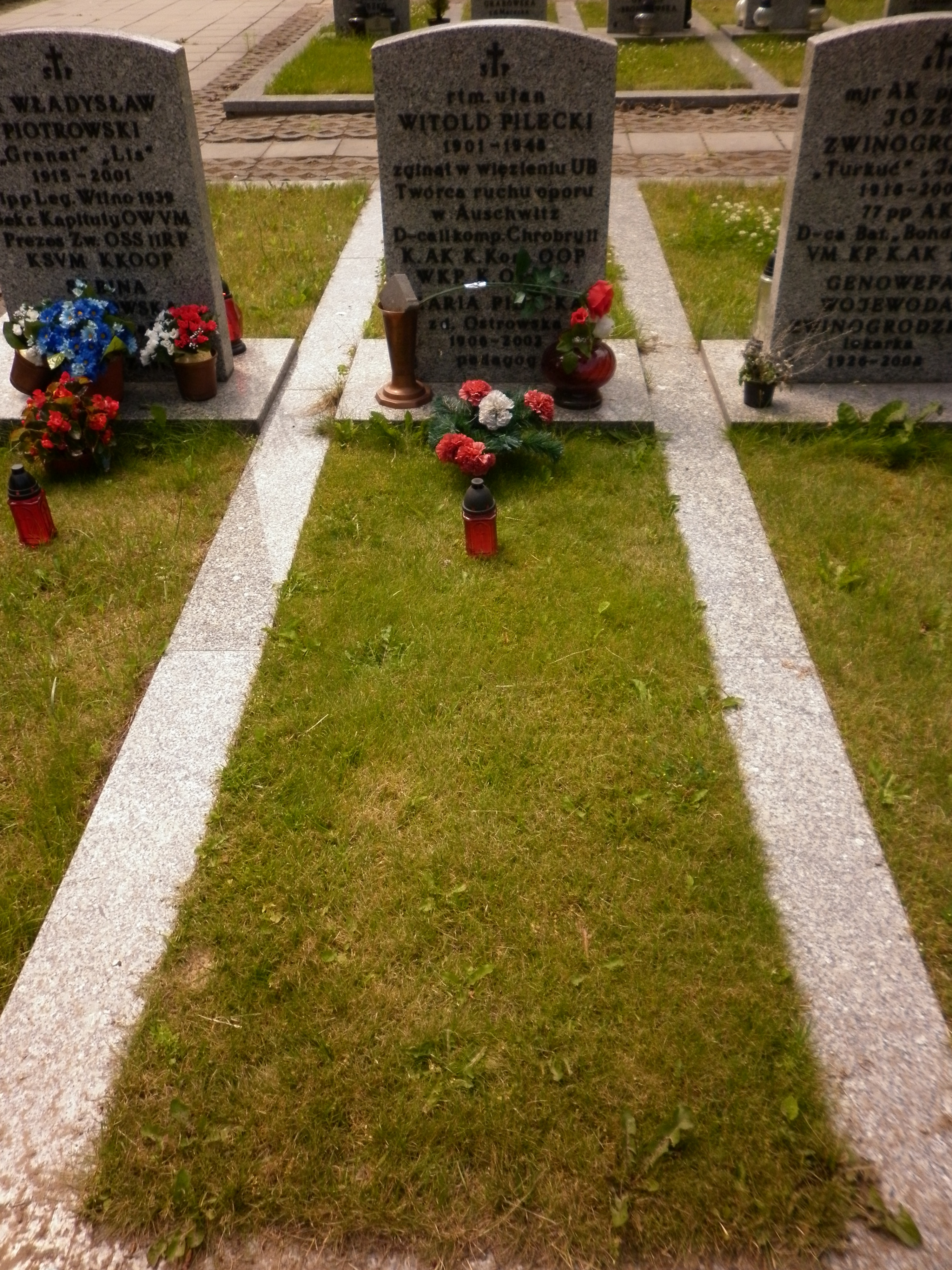
Pierre tombale symbolique de Witold Pilecki au cimetière militaire de Powązki.

La parodie de procès et l'exécution de Pilecki font partie d'une campagne de répression plus large contre d'anciens membres de l'Armia Krajowa et d'autres personnes liées au gouvernement polonais en exil à Londres.
En 1990, le ministre de la Justice Alexander Bentkowski demande à la Cour suprême de Pologne de se prononcer sur la validité des actes juridiques posés pendant les années staliniennes. Les procureurs du Bureau du Procureur militaire en chef rendent ainsi possible, en 1990, le processus de révision du procès du groupe de Pilecki. La cour suprême militaire reconnait le caractère abusif des condamnations, qui ont été prononcées en violation de la loi et des règles internationales, tout en soulignant l'attitude patriotique du condamné à tort. Pilecki et tous les autres condamnés au procès sont réhabilités dès la chute du communisme, le 1er octobre 1990. Il est décoré à titre posthume de l'ordre Polonia Restituta en 1995 et de l'ordre de l'Aigle blanc en 2006. Cette dernière, plus haute décoration polonaise,, est annoncée lors de la célébration du 62e anniversaire de l'insurrection de Varsovie par le président polonais Lech Kaczyński. En septembre 2013, il est également promu colonel par le ministre polonais de la Défense nationale Tomasz Siemoniak.
En 2003, le procureur Czesław Łapiński et plusieurs autres personnes impliquées dans le procès sont inculpés de complicité dans le meurtre de Pilecki[réf. nécessaire]. Le témoin à charge principal, Józef Cyrankiewicz, est déjà mort et Łapiński meurt l'année suivante, en 2004, avant la fin du procès.
En 2012, le cimetière de Powązki est partiellement fouillé dans le but de retrouver ses restes, sans succès. Longtemps occultés, ses rapports sont traduits et édités.
En 2022, le fils de Witold Pilecki, Andrzej, intente une action en justice devant un tribunal de Varsovie et demande réparation pour la nullité du procès, l'emprisonnement et l'exécution de son père par le gouvernement communiste polonais.
Witold Pilecki est considéré comme « l'un des plus grands héros de la guerre » en raison de ses actes,. Le rabbin polonais Michael Schudrich écrit dans The Auschwitz Volunteer: Beyond Bravery : « Lorsque Dieu créa l'homme, Dieu pensa que nous devrions tous être comme le capitaine Witold Pilecki, de mémoire bénie ». L'historien britannique Norman Davies écrit lui : « s'il y avait un héros allié qui méritait d'être commémoré et célébré, c'était une personne avec peu de pairs ». L'ambassadeur de Pologne aux États-Unis Ryszard Schnepf (en) décrit Pilecki comme « un diamant parmi les héros polonais » et « le plus haut exemple de patriotisme polonais » lors de la commémoration de la Journée internationale dédiée à la mémoire des victimes de l'Holocauste en 2013,.

## Promotions dans l'armée polonaise

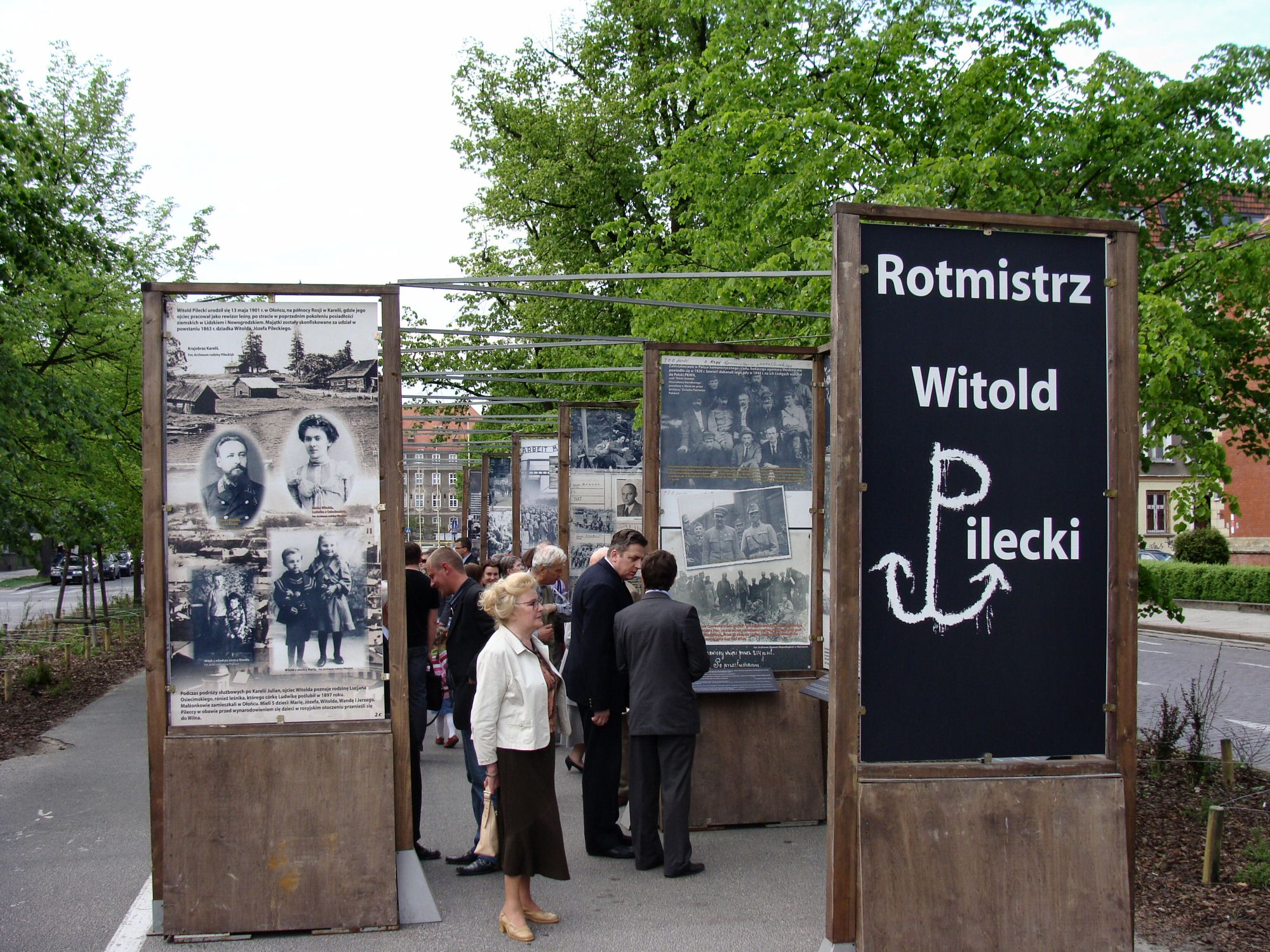
Exposition temporaire de l'Institut de la mémoire nationale consacrée à Witold Pilecki en avril-juin 2009 à Szczecin.

| Poste, grade ou rôle           | Date                          | Commentaire                                     |
| ------------------------------ | ----------------------------- | ----------------------------------------------- |
| Enseigne (chorąży)             | À partir de juillet 1925.     |                                                 |
| Sous-lieutenant (podporucznik) | À partir de 1926.             |                                                 |
| First lieutenant (porucznik)   | À partir de 1941.             | Promu alors qu'il est à Auschwitz.              |
| Capitaine (rotmistrz)          | À partir du 23 février 1944.  | Les monuments d'avant 2013 reprennent ce grade. |
| Colonel (pułkownik)            | À partir du 6 septembre 2013. | À titre posthume.                               |

## Hommages
Une pièce de 10 złotys a été frappée à son effigie
Plusieurs films retracent l'histoire de Pilecki, comme Śmierć rotmistrza Pileckiego (2016) et Pilecki (2015) tout comme des documentaires Against the Odds (2004), Heroes of War: Poland (2014) et Infiltré à Auschwitz (2021). Des livres sont écrits à son sujet et ses rapports de 1945 sur sa mission d'infiltration à Auschwitz sont publiés en anglais en 2012 sous le titre The Auschwitz Volunteer: Beyond Bravery. Le New York Times qualifie le document historique comme étant « de la plus haute importance ».
En 2019, Gaétan Nocq publie une bande dessinée sur le rôle de Witold Pilecki : Le rapport W, infiltré à Auschwitz (éd. Daniel Maghen).
Plusieurs monuments et rues sont consacrées à Witold Pilecki, notamment à Varsovie.
En 2014, le groupe de power metal suédois Sabaton sort une chanson en son hommage, Inmate 4859, dans son album Heroes (version bonus).
En 2023, le groupe Johnny The Boy (sideproject de deux des principaux membres du groupe Crippled Black Phoenix) qui lui rend également hommage dans la chanson Druh (« compagnon/ami » en polonais) de l'album You.

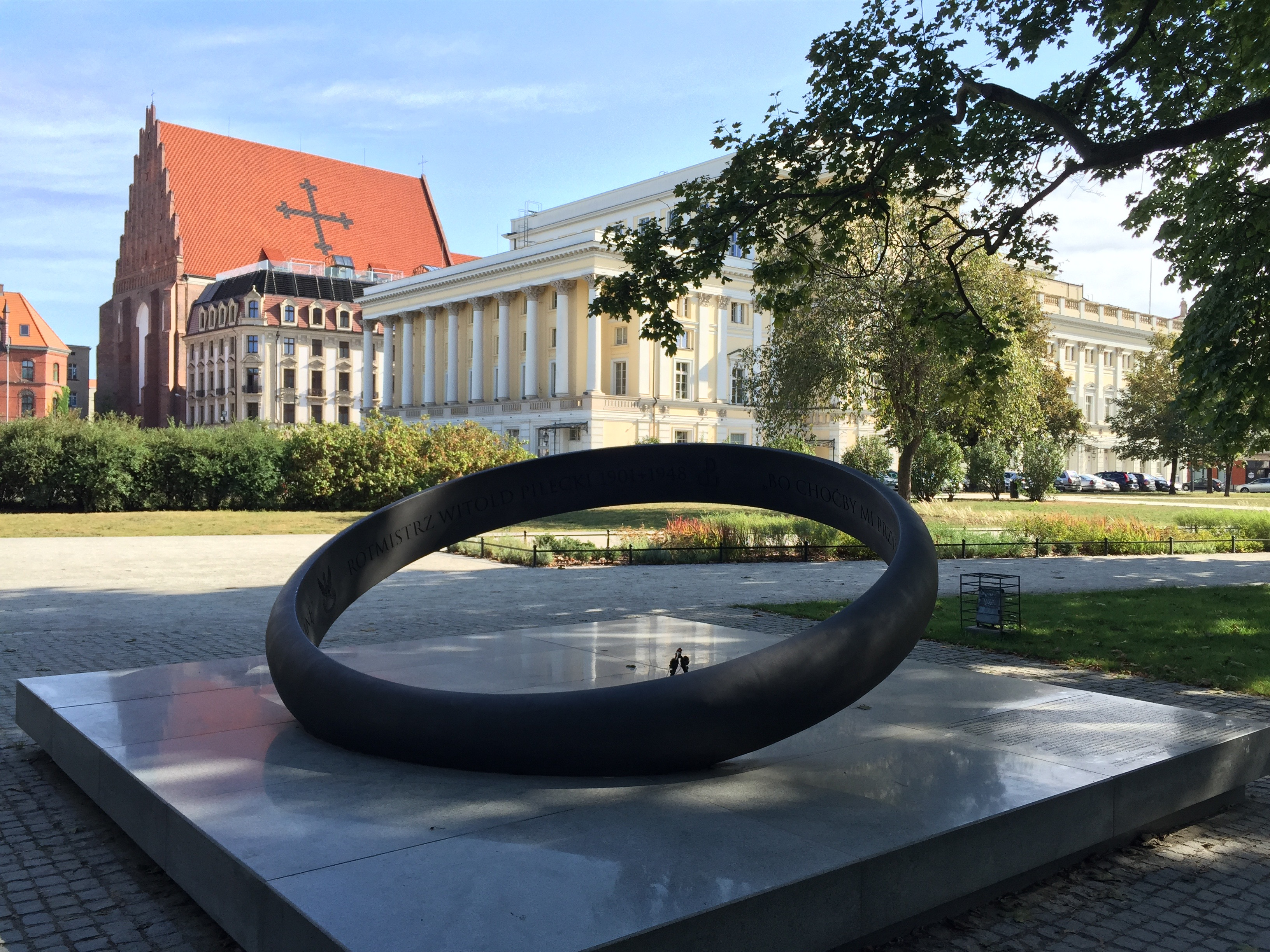
Monument au héros Witold Pilecki à Wrocław.
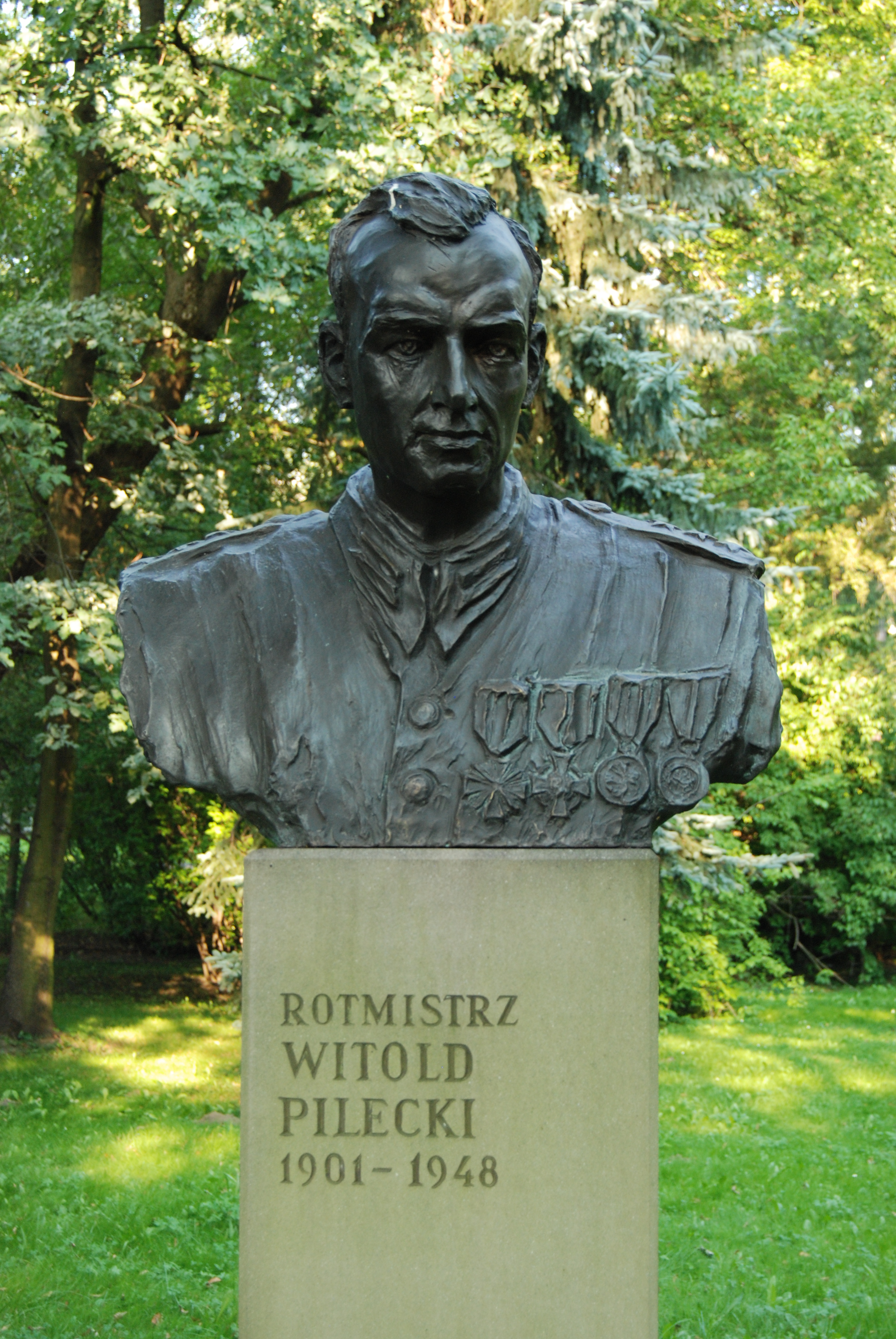
Buste de Witold Pilecki dans un parc de Varsovie.
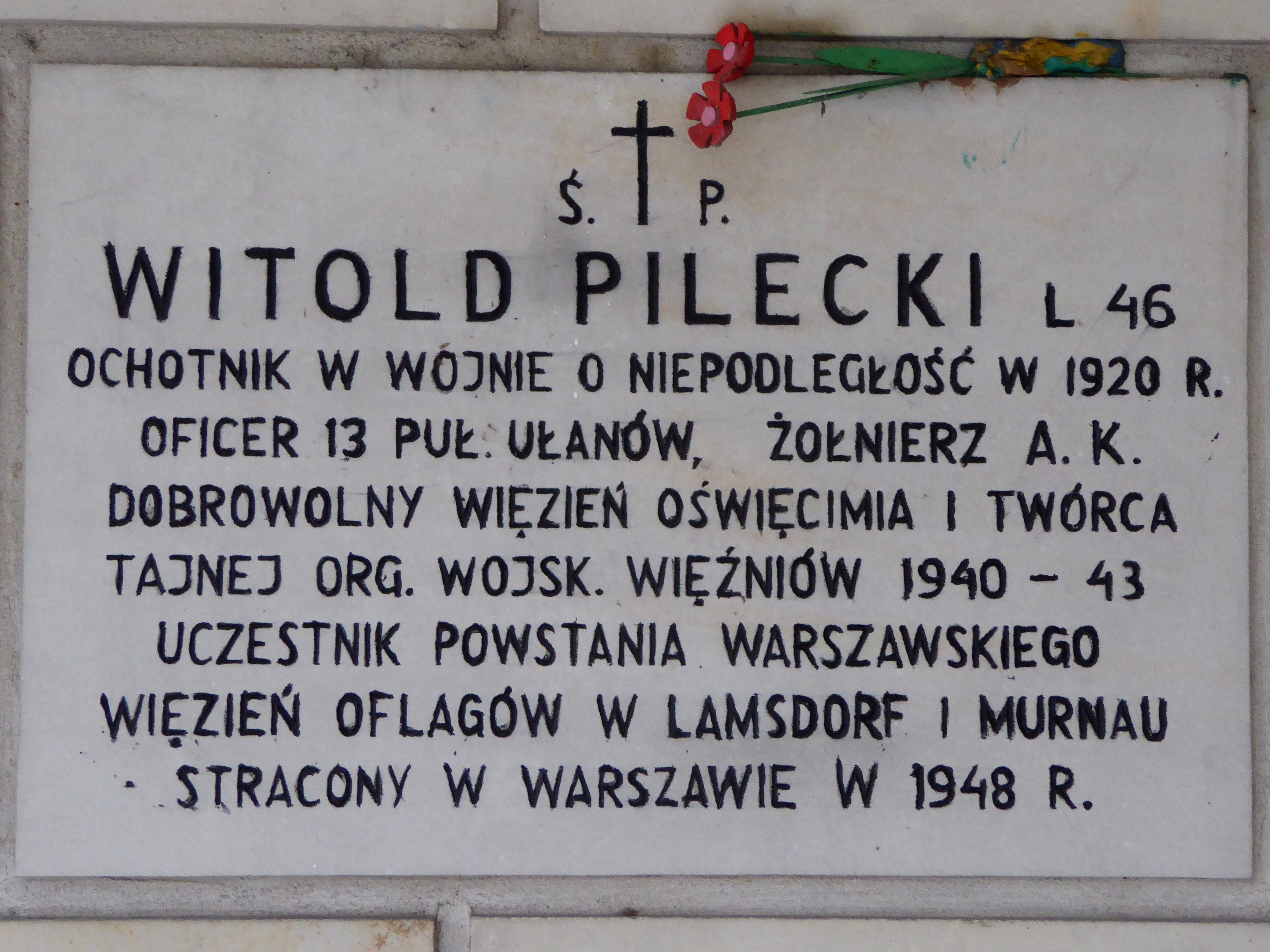
Plaque commémorative consacrée à Witold Pilecki à Varsovie.
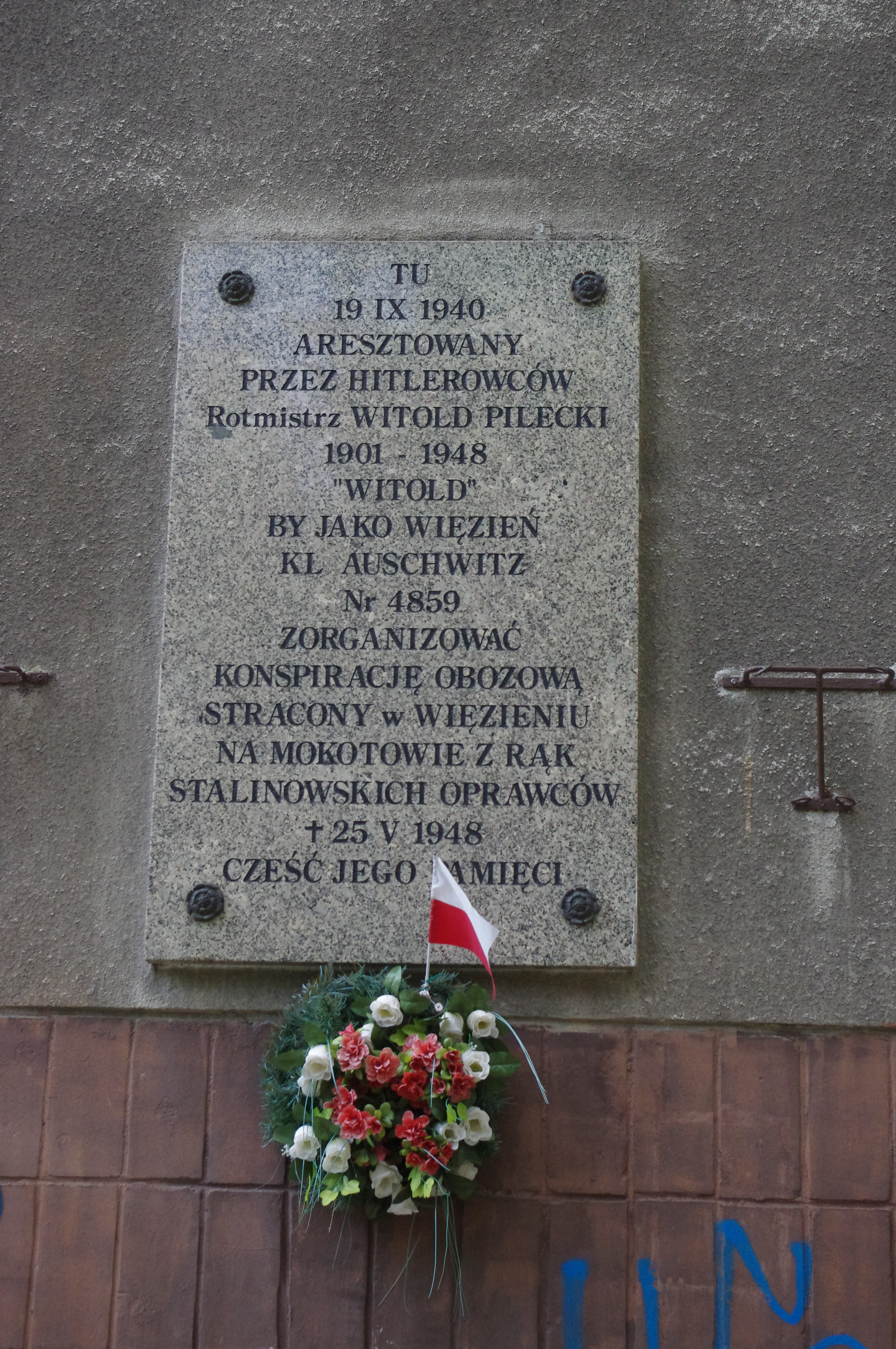
Plaque commémorative à Varsovie.
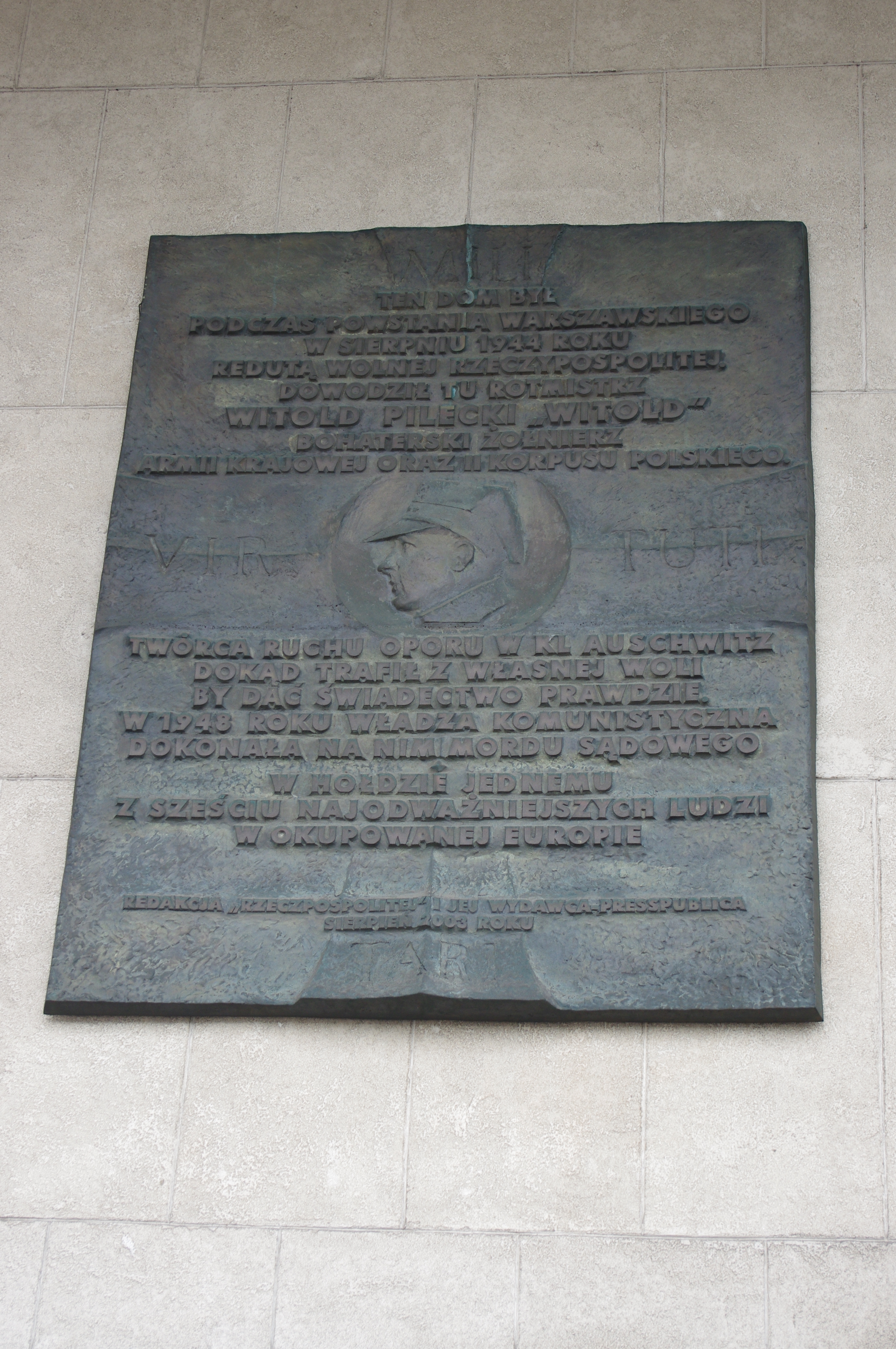
Plaque commémorative à Varsovie.
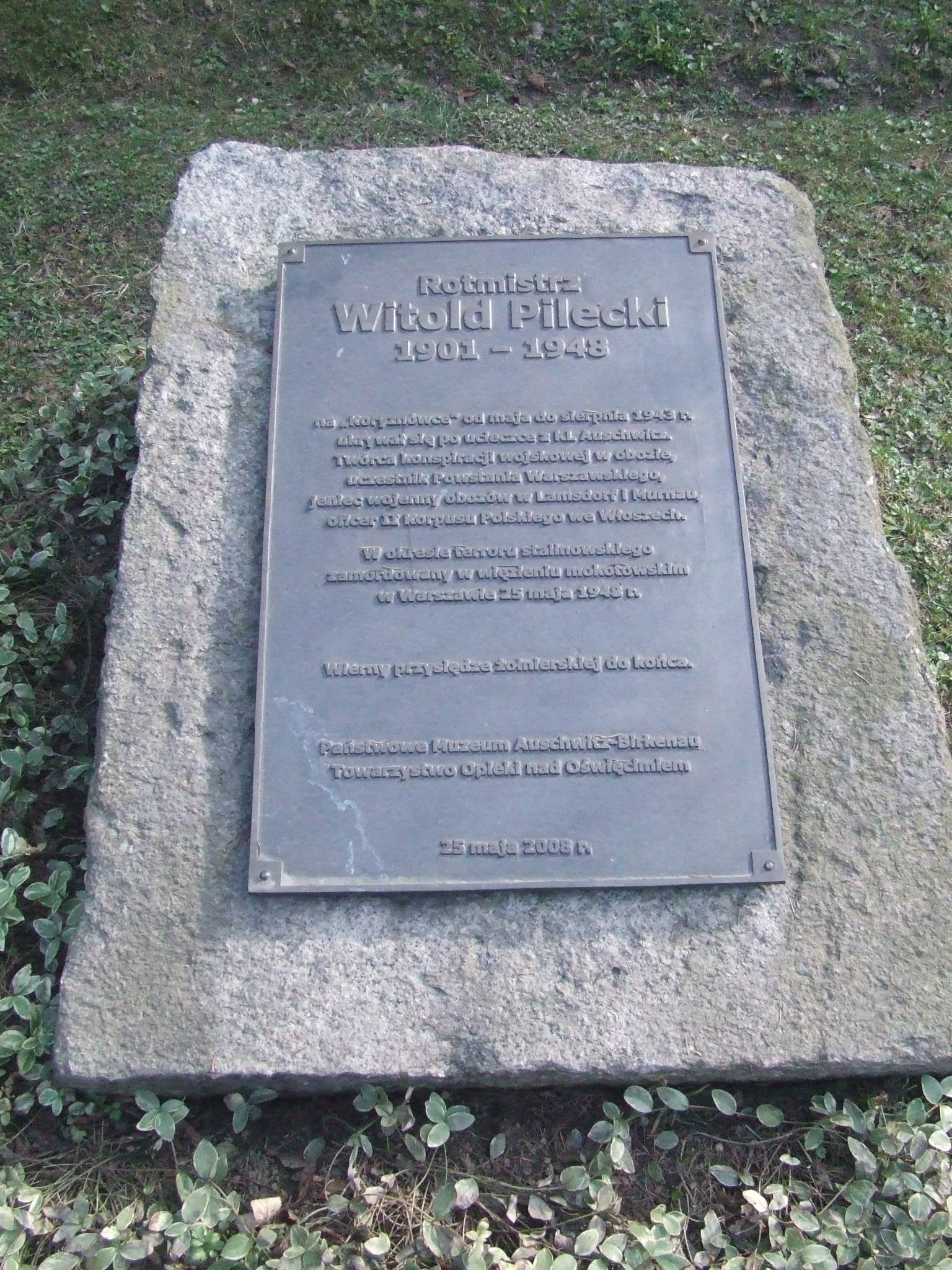
Plaque commémorative à Nowy Wiśnicz, dans la maison-musée de Koryznówka.
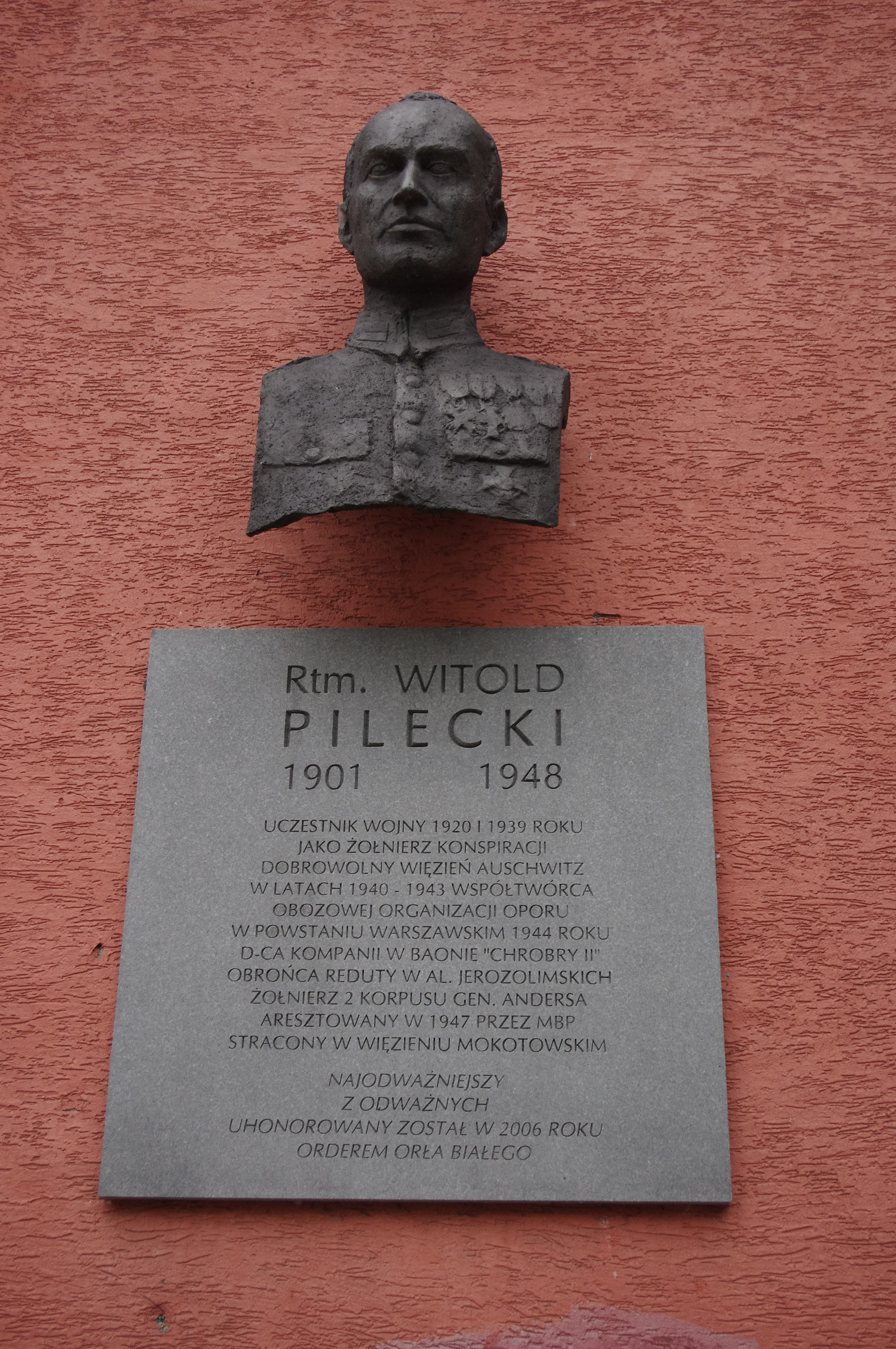
Buste de Witold Pilecki à Varsovie.
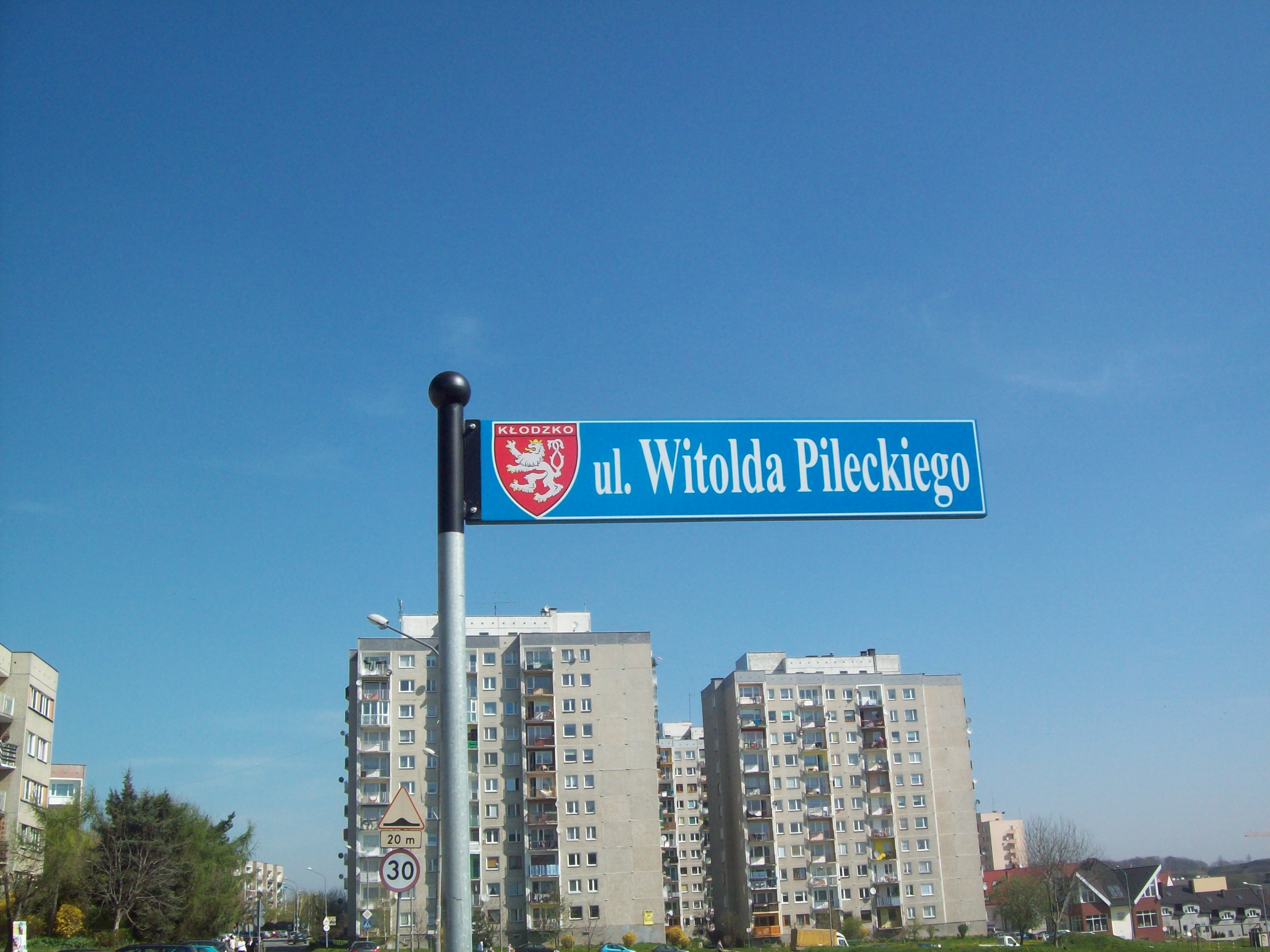
Panneau de rue portant le nom de Pilecki à Kłodzko.
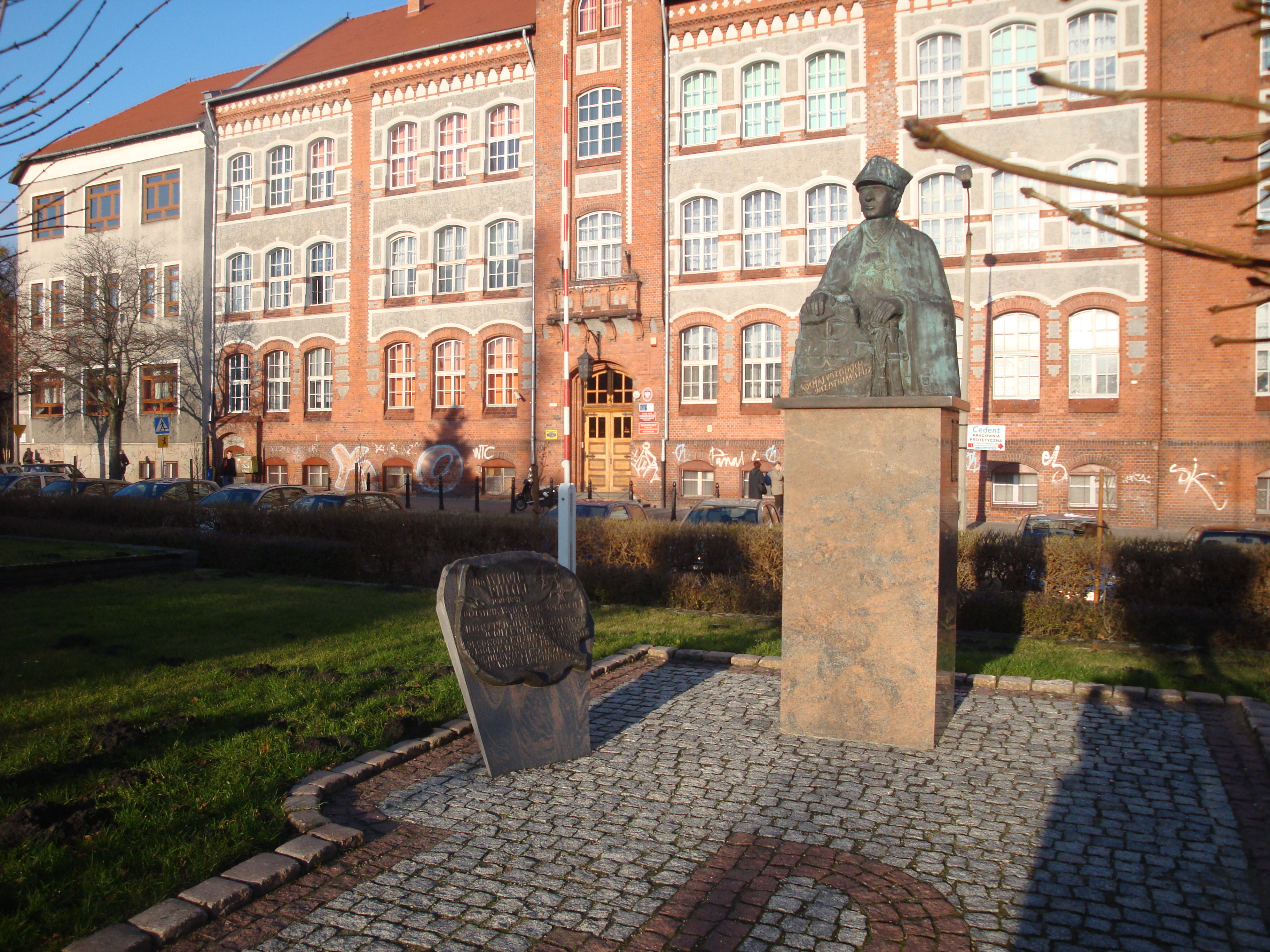
Buste de Witold Pilecki à Grudziądz.
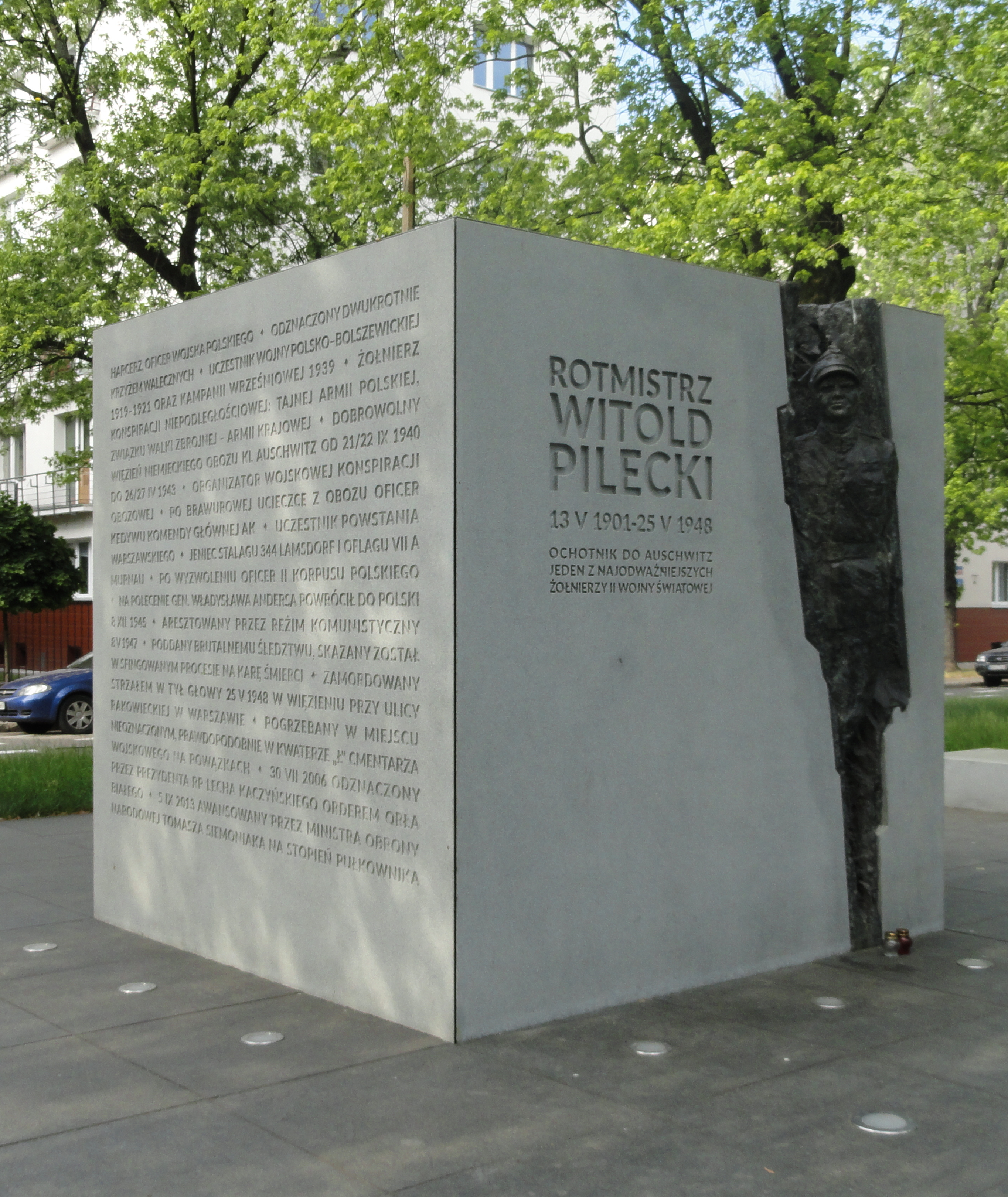
Monument à Varsovie.
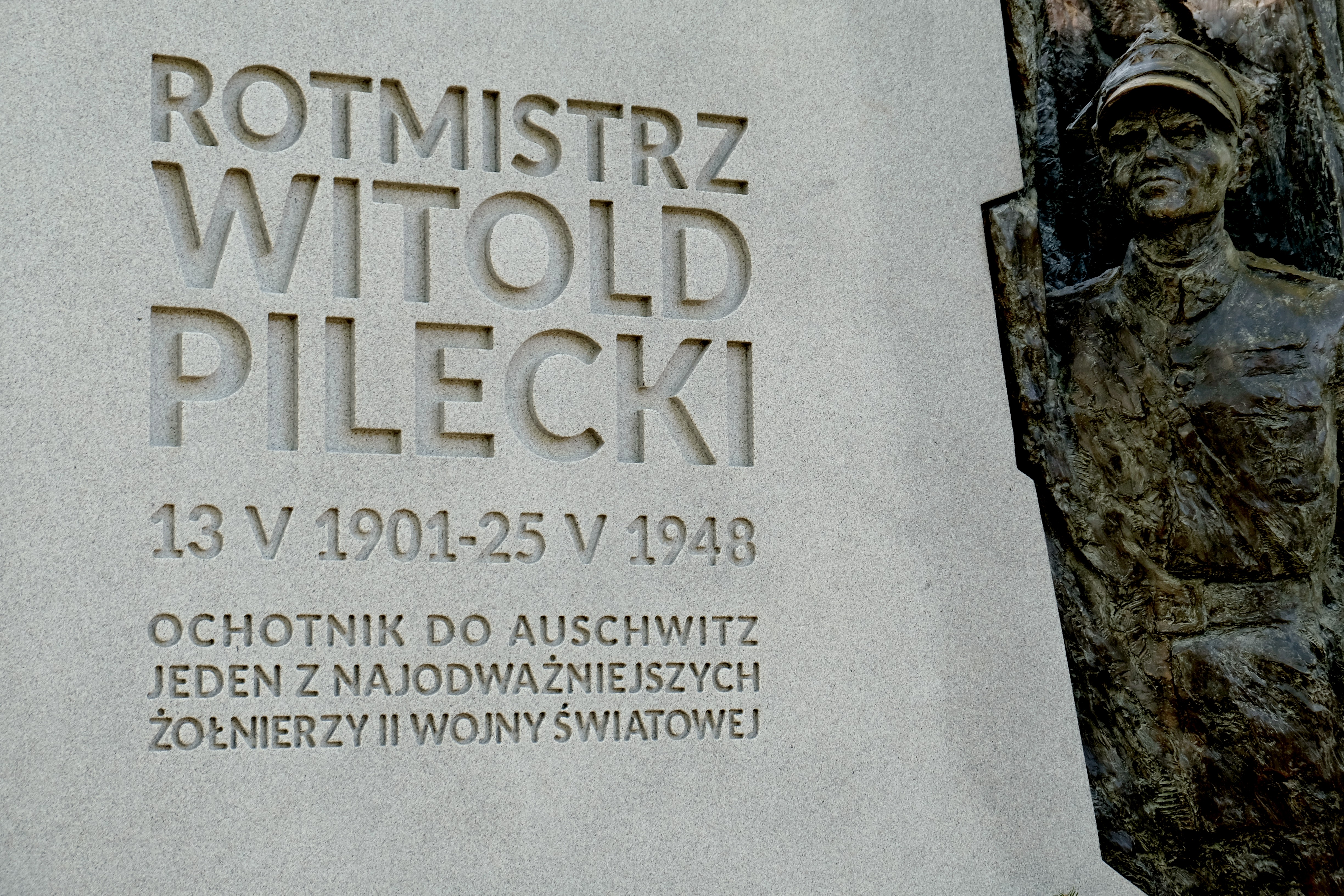
Détail du monument à Varsovie.